# Simianus bicolor
Simianus bicolor là một loài bọ cánh cứng trong họ Callirhipidae. Loài này được Blanchard miêu tả khoa học đầu tiên năm 1853.